# Kūrāli
Kūrāli är en ort i Indien.   Den ligger i distriktet Ajitgarh och delstaten Punjab, i den norra delen av landet, 250 km norr om huvudstaden New Delhi. Kūrāli ligger 302 meter över havet och antalet invånare är 23 039.
Terrängen runt Kūrāli är platt, och sluttar västerut. Runt Kūrāli är det tätbefolkat, med 659 invånare per kvadratkilometer. Närmaste större samhälle är Rūpnagar, 15,7 km norr om Kūrāli. Trakten runt Kūrāli består till största delen av jordbruksmark.